# 無錫白話報
《無錫白話報》是清朝末年的一個白話文五日刊雜誌，1898年5月11日在江蘇無錫創刊，館址位於無錫沙巷，該白話文雜誌由裘廷梁、顧述之、吳萌階等人主辦的白話學會主辦，裘廷梁與姪女裘毓芳主編。6月更名為《中國官音白話報》。該雜誌共出版二十四期。停刊日期不詳，大約於戊戌政變後停刊。